# Diyral Briggs
(en) Statistiques sur pro-football-reference
Diyral Briggs Jr (né le 31 octobre 1985 à Mount Healthy) est un joueur américain de football américain et d'arena football.

## Carrière

### Université
Briggs joue à l'université de Bowling Green et s'inscrit sur la liste des joueurs candidats au draft de 2009 à la NFL durant la saison 2008.

### Professionnel
Il n'est sélectionné par aucune équipe lors de ce draft et signe peu de temps après avec les 49ers de San Francisco comme agent libre. Lors de la saison 2009, il apparait à quatre reprises sur le terrain. En 2010, il entre au cours d'un match avant d'être libéré en septembre 2010 par San Francisco. Il signe ensuite avec l'équipe d'entrainement des Broncos de Denver, est intégré à l'équipe active et joue un match. Le 25 octobre, Denver annonce que Briggs ne fait plus partie de l'équipe. Il retrouve une équipe, celle des Packers de Green Bay, où il entre au cours de cinq matchs et remporte le Super Bowl XLV.
Le 29 août 2011, il signe avec les Destroyers de Virginie, évoluant en United Football League. Il remporte le UFL Championship Game 2011. Après cette victoire, il se tourne vers le football américain en salle (arena football), et signe avec les Command de Kansas City, jouant en Arena Football League. Lors de cette saison 2012, il fait vingt-six tacles, cinq sacks, deux field goals bloqués, deux provocation de fumble et deux recouverts. La saison des Command est catastrophique avec un 3-15 et une équipe au bord de l'implosion. En effet, la franchise se retire à la fin de la saison et annonce qu'elle cesse ces opérations pour la saison 2013.
Sans équipe, Briggs reste, cependant, dans le monde de l'Arena football et signe avec les Renegades de Kansas City, évoluant dans la jeune Champions Professional Indoor Football League, fondée en 2012, et qui regroupe dix équipes du Midwest.

## Palmarès
- Vainqueur du Super Bowl XLV
- UFL Championship Game 2011